# Jörn Littkemann
Jörn Littkemann (* 1964 in Kiel) ist ein deutscher Wirtschaftswissenschaftler.

## Leben
Nach dem Abitur 1983 an der Heinrich-Heine-Schule Heikendorf leistete er von 1983 bis 1984 den Grundwehrdienst. Von 1984 bis 1987 machte er eine Ausbildung und war als Fachangestellter in steuer- und wirtschaftsberatenden Berufen tätig. Von 1987 bis 1992 studierte er Betriebswirtschaftslehre an der Christian-Albrechts-Universität zu Kiel (1992 Abschluss als Diplom-Kaufmann). Von 1993 bis 1998 war er wissenschaftlicher Mitarbeiter bei Jürgen Hauschildt am Lehrstuhl für Organisation in Kiel sowie begleitend Mitarbeit in mehreren Steuerberaterkanzleien 1997. Nach der Promotion 1997 zum Dr. sc. pol. über Innovationen und Rechnungswesen an der Christian-Albrechts-Universität zu Kiel war er von 1998 bis 2000 Wissenschaftlicher Assistent bei Gerhard Schewe am Lehrstuhl für Betriebswirtschaftslehre, insbesondere Organisation, Personal und Innovation an der Universität Münster und am gleichen Lehrstuhl von 2000 bis 2003 Akademischer Rat. Nach der Habilitation 2003 über Organisation des Beteiligungscontrolling und Verleihung der venia legendi für Betriebswirtschaftslehre durch die Universität Münster wurde er im gleichen Jahr auf den Lehrstuhl für Betriebswirtschaftslehre, insbes. Unternehmensrechnung und Controlling der FernUniversität in Hagen berufen. Littkemann Aufsichtsrat bei der Volksbank Münsterland Nord und Partner der APP Academic Product Partner GmbH, einem auf Lernprogramme spezialisierten Softwareanbieter.
Seine Arbeitsgebiete sind Unternehmenscontrolling, Gestaltung von Controllingsystemen und -instrumenten, Beteiligungs- und Konzerncontrolling, Bilanzanalyse und -politik, Projekt- und Innovationsmanagement und Sportmanagement und -controlling.

## Schriften (Auswahl)
- Innovationen und Rechnungswesen. Wiesbaden 1997, ISBN 3-8244-0364-1.
- mit Klaus Derfuß und Michael Holtrup (Hrsg.): Unternehmenscontrolling. Praxishandbuch für den Mittelstand. Konzepte, Instrumente, praktische Anwendungen mit durchgängiger Fallstudie. Herne 2018, ISBN 978-3-482-56922-7.
- als Herausgeber: Übungen zum Controlling. Band 1–4, ISBN 978-3-7347-8833-8, ISBN 978-3-7431-6555-7, ISBN 978-3-7431-6634-9, ISBN 978-3-7504-4082-1.
- als Herausgeber: Beteiligungscontrolling. Band 1 und 2, ISBN 978-3-482-52612-1, ISBN 978-3-482-58561-6.
- als Herausgeber: Innovationscontrolling. München 2005, ISBN 3-8006-3161-X.
- mit Michael Holtrup und Klaus Schulte: Buchführung. Grundlagen – Übungen – Klausurvorbereitung. Mit Lern- und Übungs-CD-ROM. Norderstedt 2016, ISBN 978-3-7392-2392-6.
- mit Michael Holtrup und Philipp Reinbacher: Jahresabschluss. Grundlagen – Übungen – Klausurvorbereitung. Norderstedt 2016, ISBN 978-3-7392-4454-9.
- mit Gerhard Schewe: Sportmanagement. 2012, ISBN 978-3-7780-3353-1.